# Albanians Got Talent
Albanians Got Talent är ett underhållningsprogram som sändes på TV i Albanien. Albanians Got Talent var det nya namnet på programmet "Ti vlen", ett underhållningsprogram som slutade att visas år 2009. Albanians Got Talent startade den 15 oktober 2010. Juryn i programmet bestod av Altin Basha, Rovena Dilo och Armend Rexhepagiqi. TV-programmet sändes på den albanska TV-kanalen Top Channel och baserades på Got Talent-konceptet liksom exempelvis Britain's Got Talent och Talang. Efter den första säsongen lades programmet ned.